# Tamopsis perthensis
Espèce
Tamopsis perthensis est une espèce d'araignées aranéomorphes de la famille des Hersiliidae.

## Distribution
Cette espèce est endémique du Sud-Ouest de l'Australie-Occidentale.

## Description
Le mâle mesure 4,8 mm et la femelle 6,8 mm.

## Étymologie
Son nom d'espèce, composé de perth et du suffixe latin -ensis, « qui vit dans, qui habite », lui a été donné en référence au lieu de sa découverte, Perth.

## Publication originale
- Baehr & Baehr, 1987 : The Australian Hersiliidae (Arachnida: Araneae): Taxonomy, phylogeny, zoogeography. Invertebrate Taxonomy, vol. 1, no 4, p. 351-437 (texte intégral).